# Sorkokrety
Sorkokrety (Uropsilinae) – podrodzina ssaków z rodziny kretowatych (Talpidae).

## Zasięg występowania
Podrodzina obejmuje gatunki występujące w Azji.

## Podział systematyczny
Do podrodziny należy jeden występujący współcześnie rodzaj:
- Uropsilus Milne-Edwards, 1871 – sorkokret

Opisano również rodzaje wymarłe:
- Mystipterus Hall, 1930[9]
- Theratiskos Van den Hoek Ostende, 2001[10]